# اضطراب عصبي وظيفي
الاضطراب العصبي الوظيفي (بالإنجليزية: Functional neurologic disorder)‏ حالةً يعاني فيها المرضى من أعراض عصبية مثل الضعف واضطرابات الحركة والحس وفقدان الوعي. اعتُقد في الماضي أن دماغ المصاب باضطراب عصبي وظيفي سليم بنيوياً ومعيب وظيفياً، وكان مرضى هذا الاضطراب مهمشين في غالبية القرن العشرين. كشفت أدلة متقاربة من دراسات عديدة تستخدم تقنيات ونماذج مختلفة أنماط تفعيل مميزة للدماغ تترافق مع آفات وظيفية تختلف عن تلك المشاهدة في العناصر المحاكية لعيوب مشابهة. أظهرت دراسات حديثة وجود سبل عصبية في المادة البيضاء للدماغ قد تكون تغيرت لدى المرضى المصابين بالاضطراب العصبي الوظيفي، وتوضح النتائج الجديدة فهمنا الحالي لآلية حدوث المرض، وتزيد احتماليةً تحديد واسمات المرض وإنذار المرضى. استُخدمت مصطلحات أخرى تاريخياً لوصف هذه الأعراض. تعد أعراض الاضطراب العصبي الوظيفي قابلةً للكشف سريرياً لكنها غير مترافقة دومًا مع مرض عضوي محدد. يُقصد من المصطلح أن يكون معاكسًا لمرض اضطراب الدماغ العضوي، ويتضح من التسمية أنه يشير إلى سبب واضح للاضطراب، لكن العامل المسبب مجهول سريريًا في أغلب الحالات.
يتضمن الاضطراب العصبي الوظيفي عدة مجموعات فرعية: اضطراب الأعراض العصبية الوظيفية واضطراب التحويل واضطراب الحركة النفسي/النوب غير الصرعية. تشكل الاضطرابات العصبية الوظيفية حالات شائعةً في المراكز الطبية العصبية، وتمثل ما يقارب ثلث زيارات المرضى للعيادات الخارجية لطب الأعصاب، وتترافق مع كرب وعجز جسدي لا يقل عن غيره من الاضطرابات العصبية. يُبنى التشخيص على العلامات الإيجابية والأعراض المذكورة في القصة المرضية والموجودة خلال الفحص السريري عند استشارة طبيب الأعصاب. يفيد العلاج الفيزيائي خاصةً عند المرضى المصابين بأعراض حركية (الضعف - اضطرابات المشي - اضطرابات الحركة)، ويمتلك العلاج المعرفي السلوكي المضبوط أفضل فعالية عند المرضى المصابين بنوب افتراقية (غير صرعية).

## الأعراض والعلامات
يعاني المصابون بالاضطراب العصبي الوظيفي من عدد كبير من الأعراض التي تُمثل أعراضًا حقيقيةً لا يمكن تكذيب المريض فيها، وتنشأ هذه الأعراض من مصدر معقد لأنها قد تترافق مع إصابات جسدية وصدمات نفسية شديدة (اضطرابات التحويل) واعتلالات عصبية مجهولة السبب. تتضمن الأعراض الأساسية أعراضًا تتعلق بالوظائف الحسية والحركية وتبدلات في مستوى الوعي:
- ضعف أو شلل في الأطراف.
- انقطاع السيالة العصبية (تدعى أيضاً بالنوبات الافتراقية غير الصرعية)، وقد تتشابه مع النوبات الصرعية والإغماء.
- الاضطرابات الحركية، وتشمل: الرعاش وخلل التوتر (تشنجات) والارتجاج العضلي (حركات تشنجية).
- الاضطرابات البصرية: خسارة البصر أو الرؤية المزدوجة.
- الأعراض الصوتية: بحة الصوت (الكلام المهموس) والرتة والكلام المتلعثم.
- الاضطرابات الحسية: اضطراب حسي نصفي (تغير الحس في جانب واحد من الجسم).

### الحالات المرافقة
أظهرت الدراسات الوبائية والتحاليل التلوية ارتفاع معدل الاكتئاب عند المصابين بالاضطراب العصبي الوظيفي مقارنةً بعموم السكان، ومعدلاً مساوياً لأولئك المصابين باضطرابات عصبية أخرى مثل الصرع وداء باركنسون. تحدث هذه الحالة غالباً بسبب تتالي سنوات من التشخيص الخاطئ واتهامات بالتظاهر بالمرض.

## الأسباب
وجدت مراجعة منهجية أن الحوادث الحياتية الموترة والإهمال في الطفولة تشيع بوضوح بين المصابين بالاضطراب العصبي الوظيفي مقارنةً بعموم السكان، لكن معظم المرضى (حوالي 70%) لم يذكروا تعرضهم لأي ضغوطات.

## التشخيص
يعتمد تشخيص الاضطراب العصبي الوظيفي على تحديد الموجودات الإيجابية بالفحص السريري والقصة المرضية. تشمل الموجودات الإيجابية للضعف الوظيفي خلال الفحص السريري: علامة هوڤر، وفيها يظهر ضعف في بسط الورك الذي يعود لطبيعته مع عطف الورك المقابل، وعلامة تبعيد الفخذ، وهي ضعف في تبعيد الفخذ يعود لطبيعته عند تبعيد الفخذ المقابل.
تتضمن علامات الرعشة الوظيفية التشابه النمطي وتشتت الحركة. خلال الفحص السريري، يُطلب من المصاب بالرعاش أن يقلد حركات منتظمة بإحدى يديه أو قدميه، فإذا قلدت اليد الأخرى نظم الرعاش ذاته أو توقفت أو عانى المريض من مشكلة في نسخ حركة بسيطة قد يدل هذا على رعاش وظيفي.
يتظاهر خلل التوتر الوظيفي عادةً بوضعية كاحل مقلوب أو قبضة مطبقة. تشمل الموجودات الإيجابية للهجمات الافتراقية أو غير الصرعية عدم استجابة لا حركية مطولة ونوبات طويلة الأمد (أكثر من دقيقتين) وأعراضًا افتراقيةً تسبق النوبة. من المفيد مناقشة هذه العلامات مع المرضى بعد وضع التشخيص. قد يعاني مرضى اضطرابات الحركة الوظيفية وضعف الطرف من بدء الأعراض المحرضة بنوبة ألم حاد أو أذية جسدية أو رض جسدي، وقد يعانون أيضاً من أعراض عند التعرض لضغوطات نفسية، لكن هذا لا ينطبق على معظم المرضى. إن مرضى الاضطرابات العصبية الوظيفية أكثر عرضةً للإصابة بمرض آخر مثل متلازمة الأمعاء الهيوجة أو الألم الحوضي المزمن أو الألم العضلي الليفي، لكن لا يمكن الاعتماد عليها لوضع التشخيص.
لا يمكن كشف الاضطراب اعتمادًا على الفحوصات الدموية أو تصوير الدماغ البنيوي باستخدام المرنان المغناطيسي أو التصوير المقطعي المحوسب، وهذا ينطبق على العديد من الحالات العصبية الأخرى أيضًا، لذا لا يمكن الاستناد إلى سلبية الاستقصاءات لوضع التشخيص. يمكن أن يترافق الاضطراب العصبي الوظيفي مع أمراض عصبية أخرى، وقد تظهر الاختبارات شذوذات غير نوعية تسبب الحيرة للأطباء والمرضى.

### المعايير التشخيصية آي سي دي-11
أُدرجت الاضطرابات الوظيفية ضمن قسم الأمراض العصبية لأول مرة في التصنيف الدولي للأمراض (آي سي دي-11) الذي انتهى إعداده عام 2017.

### التشاخيص التفريقية
نادراً ما يقلّد اضطراب العرض العصبي الوظيفي العديد من الحالات الأخرى، وتشمل بعض تشاخيصه البديلة ما يلي:
- الصداع الشللي النصفي (الشقيقة الفالجية).
- التصلب المتعدد.
- داء باركنسون.
- اضطرابات المناعة الذاتية.
- السكتة.
- عوز فيتامين B12 أو فقر الدم الخبيث.
- الوهن العضلي الوبيل.

## العلاج
يحتاج العلاج إلى تشخيص مؤكد وواضح استنادًا إلى الموجودات الإيجابية التي يتيقن كل من اختصاصيي الصحة والمرضى من وجودها. يعدّ التأكد من شيوع المشكلة وحقيقيتها خطوةً أساسيةً تفع على عاتق اختصاصي الصحة، وعليه التيقن أنها ليست وهميةً أو مشخصة بالاستبعاد.
يبدو بأنّ التأكد من التشخيص لا يحسّن من الأعراض لكنّه يحسن من فعالية العلاج مثل العلاج الفيزيائي الذي يحتاج تغيير الأنماط الحركية الشاذة المطبقة على المرضى.
يوصى باتباع نهج متعدد التخصصات لمعالجة الاضطراب العصبي الوظيفي، وتتضمن الخيارات العلاجية:
- العلاج الفيزيائي والعلاج الوظيفي.
- العلاج الدوائي مثل الحبوب المنوّمة والمسكنات والأدوية المضادة للصرع ومضادات الاكتئاب (للمصابين باكتئاب مرافق أو لتخفيف الألم).

يعد العلاج الفيزيائي خط العلاج الأول عند المرضى الواعين لطبيعة الاضطرابات الوظيفية ويعانون من أعراض حركية مثل الضعف واضطرابات المشي والحركة.
راجع نيلسن وآخرون أساليب العلاج الفيزيائي للاضطرابات الوظيفية الحركية في الأدب الطبي حتى عام 2012، واستنتجوا أن الدراسات المتاحة (رغم محدوديتها) أعطت نتائج إيجابيةً غالبًا، وتلا ذلك ظهور نتائج إيجابية لعدة دراسات لاحقة. في إحدى الدراسات، شهد أكثر من 65% من المرضى تحسنًا كبيرًا أو كبيرًا جدًا بعد 5 أيام من العلاج الفيزيائي المكثف رغم الاعتقاد أن 55% من المرضى يحملون إنذارًا سيئًا. أظهرت إحدى التجارب المضبوطة المعشاة على العلاج النفسي تحسنًا ملحوظًا في الحركية استمر على مدى سنة من المتابعة.
تحسّن 69% من المرضى على العلاج متعدد التخصصات حتى مع برامج إعادة تأهيل قصيرة الأمد، واستمرت الفائدة من العلاج عند المرضى المتابعين حتى 25 شهرًا من العلاج. تُعد المشاركة بين العلاج الفيزيائي والعلاج الوظيفي والعلاج المعرفي السلوكي المقاربة الأفضل عند المصابين بالشكل الشديد والمزمن من الاضطراب العصبي الوظيفي، إذ ظهرت دراسات إيجابية شملت مرضى يعانون من أعراض استمرت أكثر من 3 سنوات قبل العلاج.
يعدّ العلاج المعرفي السلوكي (سي بي تي) وحده كافياً في علاج مرضى النوبات الافتراقية (غير الصرعية). كشفت دراسة مضبوطة معشاة شملت مرضى خضعوا لاثني عشرة جلسةً من العلاج المعرفي السلوكي تعلموا خلالها التخلص من علامات التحذير المنبئة بحدوث النوب أن مواجهة الأفكار السلبية ومساعدة المرضى على بدء النشاطات التي تجنبوها سابقًا يقلّل من تكرار النوب ويحافظ على النتائج الإيجابية على مدى 6 أشهر من المتابعة. في عام 2015، انطلقت تجربة كبيرة متعددة المراكز في المملكة المتحدة تدرس تأثير العلاج المعرفي السلوكي على النوبات الافتراقية (غير الصرعية).
قد يكون الوصول إلى العلاج تحديًا صعبًا عند العديد من المصابين بالاضطراب العصبي الوظيفي، إذ لا تتوافر خبرة كافية في العلاج وقد يشعرون بالتجاهل أو يتهمون بتصديق أوهامهم العقلية خصوصاً إذا كان العلاج النفسي جزءاً من الخطة العلاجية. ينزعج بعض الاختصاصيين الصحيين من شرح الحالة لمرضى الأعراض الوظيفية وعلاجهم، لكن هذا يتغير ببطء نتيحة تعديل المعايير التشخيصية وزيادة الأبحاث المسندة بالدليل وغنى الأدب الطبي بالطرق التشخيصية وكيفية شرح الحالة للمريض. بعد وضع تشخيص الاضطراب العرضي الوظيفي، يقع على عاتق اختصاصي الأمراض العصبية شرح جميع تفاصيل المرض ليضمن أن المصاب يفهم الاضطراب الذي يعاني منه. يشكو بعض المرضى (وليس جميعهم) من انخفاض المزاج أو القلق تبعاً لحالتهم، ومع ذلك لا يلجؤون إلى العلاج لاعتقادهم أن الطبيب سيعزي سبب الأعراض إلى القلق أو الاكتئاب.
يُوصى بموازنة علاج الاضطراب العصبي الوظيفي مع المقاربة الشاملة للمريض. يجب أن تتضمن المقاربة اختصاصيين من أقسام مختلفة منهم أطباء الأمراض العصبية والممارسون العامون (أو مقدمو الرعاية الصحية الأولية) والمعالجون الفيزيائيون والوظيفيون، وفي نفس الوقت، يجب استبعاد المكاسب الثانوية والتمارض والاضطرابات التحويلية وغيرها من العوامل بما فيها زمن العلاج والموارد المالية التي تدخل في تقييم وعلاج المرضى المحتاجين إلى رعاية مشفوية لكن يستجيبون بشكل أفضل على المعالجة النفسية.